# Inferenza bayesiana variazionale
I metodi bayesiani variazionali costituiscono una famiglia di tecniche di approssimazione per integrali intrattabili propri dell'inferenza bayesiana e dell'apprendimento automatico.  Vengono usati tipicamente su modelli statistici complessi che comprendono variabili osservate (dette solitamente "dati") parametri sconosciuti e variabili latenti, con vari tipi di relazioni fra i tre tipi di variabili casuali, descrivibili tramite un modello grafico. Com'è tipico nell'inferenza bayesiana, i parametri e le variabili latenti costituiscono le "variabili non osservate". I metodi Bayesiani Variazionali servono principalmente a due scopi:
1. a fornire un'approssimazione analitica della probabilità a posteriori delle variabili non osservate per fare inferenza statistica su queste variabili.
2. a derivare un limite inferiore per la verosimiglianza marginale (detta anche evidenza) dei dati osservati (ossia la probabilità marginale dei dati dato il modello, con marginalizzazione effettuata sulle variabili non osservate.  Ciò tipicamente serve a fare model selection, con l'idea generale che una più alta verosimiglianza marginale per un dato modello indichi un migliore adattamento dei dati mediante tale modello e quindi una probabilità maggiore che il modello in questione sia quello che ha  generato i dati. (Si veda anche l'articolo sul Bayes factor).

Relativamente al primo obiettivo (l'approssimazione di una probabilità a posteriori), il metodo variazionale Bayesiano è alternativo ai metodi di campionamento Monte Carlo — in particolare ai metodi Markov chain Monte Carlo come il Gibbs sampling —in quanto comprendono un approccio pienamente Bayesiano all'inferenza statistica su distribuzioni complesse che risultano difficili da valutare direttamente o da campionare. In particolare, mentre le tecniche Monte Carlo forniscono un'approssimazione numerica per l'esatta distribuzione a posteriori tramite un insieme di campioni, il metodo variazionale fornisce una soluzione analitica esatta localmente ottimale, a problemi di approssimazione della probabilità a posteriori. 
L'approccio variazionale bayesiano può essere visto come un'estensione dell'algoritmo expectation–maximization (EM) a partire dalla stima del massimo a posteriori (stima MAP) del singolo valore più probabile di ognuno dei parametri  fino alla stima pienamente Bayesiana che calcola (un'approssimazione del) l'intera distribuzione a posteriori dei parametri e delle  variabili latenti.  Come in EM, cerca un insieme di valori ottimali per i parametri, ed ha la stessa struttura a 2 passi alternativi di EM, basata su un insieme di equazioni intrecciate (mutuamente dipendenti) che non possono essere risolte analiticamente.
In molte applicazioni, il metodo variazionale produce soluzioni di accuratezza confrontabile con quella del Gibbs sampling ma a una velocità maggiore.  Tuttavia, la derivazione dell'insieme di  equazioni usate per aggiornare i parametri iterativamente richiede spesso molto lavoro in confronto alla derivazione le equazioni comparabili del Gibbs sampling.  Questo accade anche per molti modelli concettualmente molto semplici.